# Burlington (Kentucky)
Burlington è un census-designated place degli Stati Uniti, capoluogo della contea di Boone nello Stato del Kentucky.
La popolazione era di 10 779 abitanti nel censimento del 2000.